# 汤姆·帕克
托馬斯·安東尼·帕克（英語：Thomas Anthony Parker，1988年8月4日—2022年3月30日）是英國一名男歌手，也是男子音樂組合渴望樂團的成員。2013年，他與樂團成員共同出演了娛樂電視台的真人秀電視劇集《渴望樂團日常》。 而在樂團於2014年解散後，他開始了其個人音樂生涯。

## 早年境況
湯姆·帕克自小在英格蘭大曼徹斯特郡的博爾頓長大。 16歲時，帕克在嘗試過自己哥哥的吉他後就開始學習彈奏吉他。他曾參與過《X音素》的選拔，但卻沒有通過第一輪。 帕克曾進入曼徹斯特都會大學學習地理學，但卻為了追逐音樂夢想而選擇退學。

## 個人生活
2020年10月，帕克被诊断出患有脑瘤，並最終因腦瘤於2022年3月30日去世。

## 影視作品
| 首映年份 | 作品名稱            | 飾演角色 | 備註          |
| -------- | ------------------- | -------- | ------------- |
| 2013年   | 逐愛週末女優        | 他自己   | 出演劇集“”    |
| 2013年   | 渴望樂團日常        | 他自己   | 出演七集      |
| 2015年   | 名人廚藝大師        | 參賽選手 | 賽事亞軍      |
| 2018年   | 真·一脫到底         | 他自己   | 參與者        |
| 2021年   | 湯姆·帕克：在我腦內 | 他自己   | 第4頻道紀錄片 |

## 外部連接
- 湯姆·帕克官方網站，存于
- 湯姆·帕克的Discogs页面（英文）
- 湯姆·帕克在互联网电影资料库（IMDb）上的資料（英文）